# Tabulari
En època romana, un tabulari (del llatí tabularius, pl. tabularii) era un comptable que treballava a un arxiu o tabularium, tot i que també van ser anomenats així els notaris al període imperial romà. Més concretament, designava un funcionari subordinat a l'administració fiscal.

## Alt Imperi romà
El tabularius era l'oficial que feia el balanç de comptes públiques als tabularia o arxius que es podien trobar a diferents ciutats. Deixaven constància dels pagaments i dels deutes i en comunicaven els resultats a les oficines centrals, a Roma. Les seves tasques es diferenciaven, d'aquesta manera, de les dels a commentariis, que eren més pròpiament arxivistes. Els tabularii actius a les diverses branques de l'administració general i financera (rationes) originalment eren esclaus i més tard lliberts. Estaven sotmesos a un cap, praepositus tabulariorum i s'organitzaven com a col·legi. També es trobaven a l'administració provincial i municipal així com a l'exèrcit. Inscripcions epigràfiques com p. ex. les del cementiri dels officiales de Cartago ens han fet conèixer alguns d'aquests tabularii de l'administració provincial.

## Baix Imperi romà
Llur connexió amb els arxius i registres públics a les diverses oficines (d'aquí el seu títol oficial), llur col·laboració en l'elaboració de documents públics, en els diferents dominis de l'administració pública i llur experiència en aquestes tasques va fer que a l'Imperi tardà es permetés als tabularii assistir persones privades a la redacció de documents. L'activitat dels tabularii en l'àmbit privat esdevingué similar a la dels notaris privats, els tabelliones. A l'època post-Justinianea, van desaparèixer les diferències entre tabelliones i tabularii.